# Amici Bro
Amici Bro è la quattordicesima compilation di Amici di Maria De Filippi, pubblicata nel febbraio 2021 in edizione limitata, dopo una pausa dalle compilation di Amici durata sette anni.
La compilation è stata pubblicata durante la ventesima edizione di Amici di Maria De Filippi; in essa compaiono anche i brani musicali di Evandro e Arianna eliminati dalla competizione e non è presente nessun inedito di Gaia Di Fusco, arrivata al serale.

## Tracce
1. AKA 7even – Yellow – 2:56 – prod. Cosmophonix & Tony Mendel
2. Arianna Gianfelici – L'Amore Davvero – 3:19 – prod. Alessandro Forte
3. Deddy – Parole A Caso – 2:38 – prod. Michele Canova Iorfida
4. Enula – Auricolari – 3:03 – prod. Frenetik & Orang3
5. Esa Abrate – Dimmi – 2:58 – prod. Etta Matters & Pietro Cuniberti
6. Evandro – Guacamole – 2:27 – prod. Federico Nardelli
7. Ibla – Libertad – 2:56 – prod. Carlo Avarello
8. Leonardo Lamacchia – Il Natale E L'Estate – 2:47 – prod. Giordano Colombo
9. Raffaele Renda – Il Sole Alle Finestre – 3:07 – prod. Gorbaciof
10. Sangiovanni – Lady – 2:37 – prod. Zef
11. Tancredi – Las Vegas – 2:15 – prod. Federico Nardelli & Giordano Colombo

## Classifiche
| Classifica (2021) | Posizione massima |
| ----------------- | ----------------- |
| Italia            | 1                 |